# Sint-Theresiakerk (Rhens)
De Sint-Theresiakerk (Duits: Kirche St. Theresia) is een katholieke kerk in Rhens, Rijnland-Palts. De kerk is sinds 2002 onderdeel van het UNESCO-werelderfgoed Bovenloop Midden-Rijndal.

## Geschiedenis

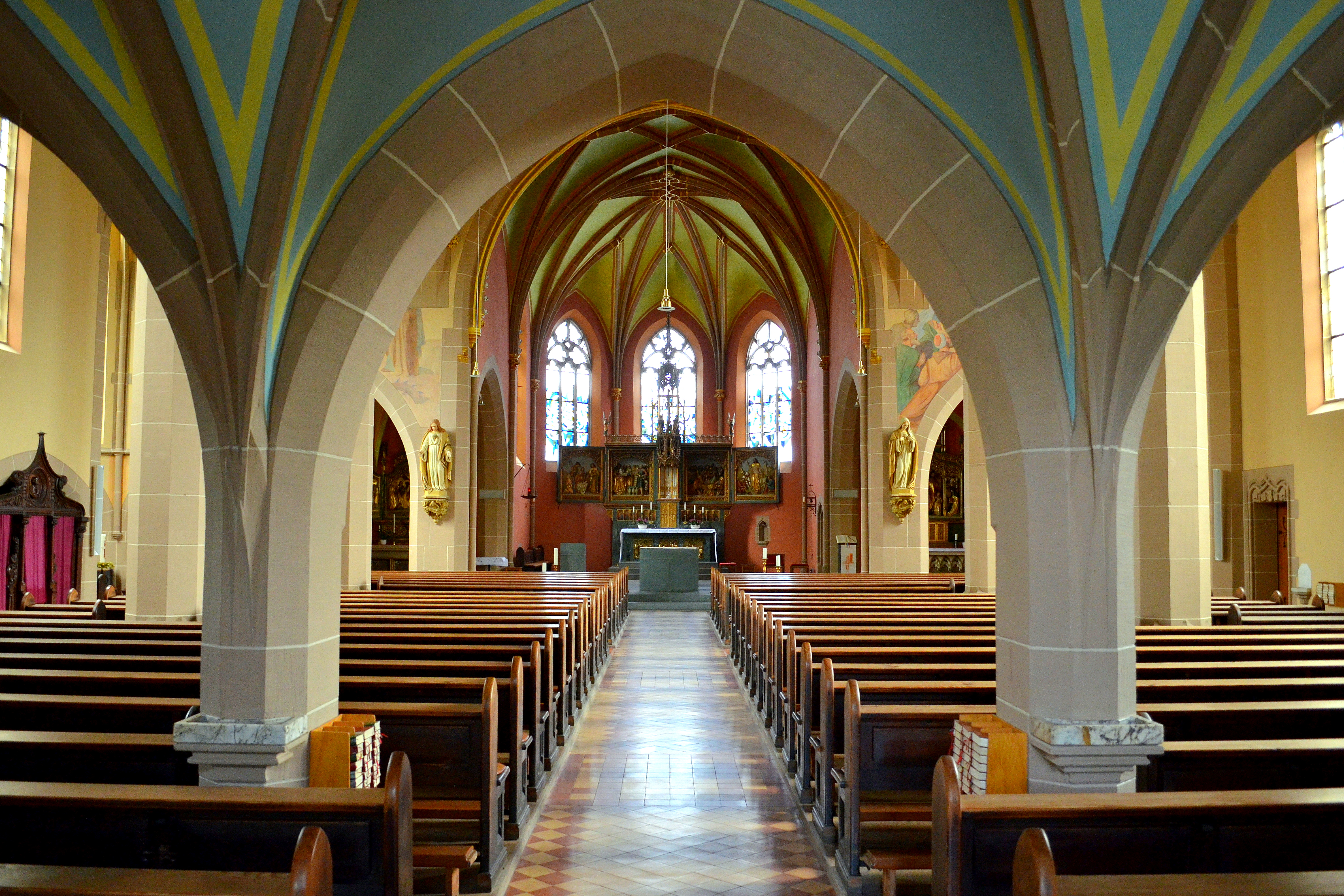
Rhens, Sint-Theresiakerk, interieur

Nadat de oude parochiekerk van Rhens, de Dionysiuskerk, te  bouwvallig en te klein geworden was, werd aan de Mainzer Straße in de jaren 1906-1908 de nieuwe aan Theresia van  Ávila gewijde kerk gebouwd.

## Architectuur
De neogotische hallenkerk werd gebouwd naar het ontwerp van Ludwig Becker.

## Orgel
In 1912 werd door Christian Gerhardt uit Boppard een orgel gebouwd met 25 registers. Deze werd in 1983 door een nieuw orgel van de firma Hugo Mayer uit Heusweiler vervangen.

## Afbeeldingen

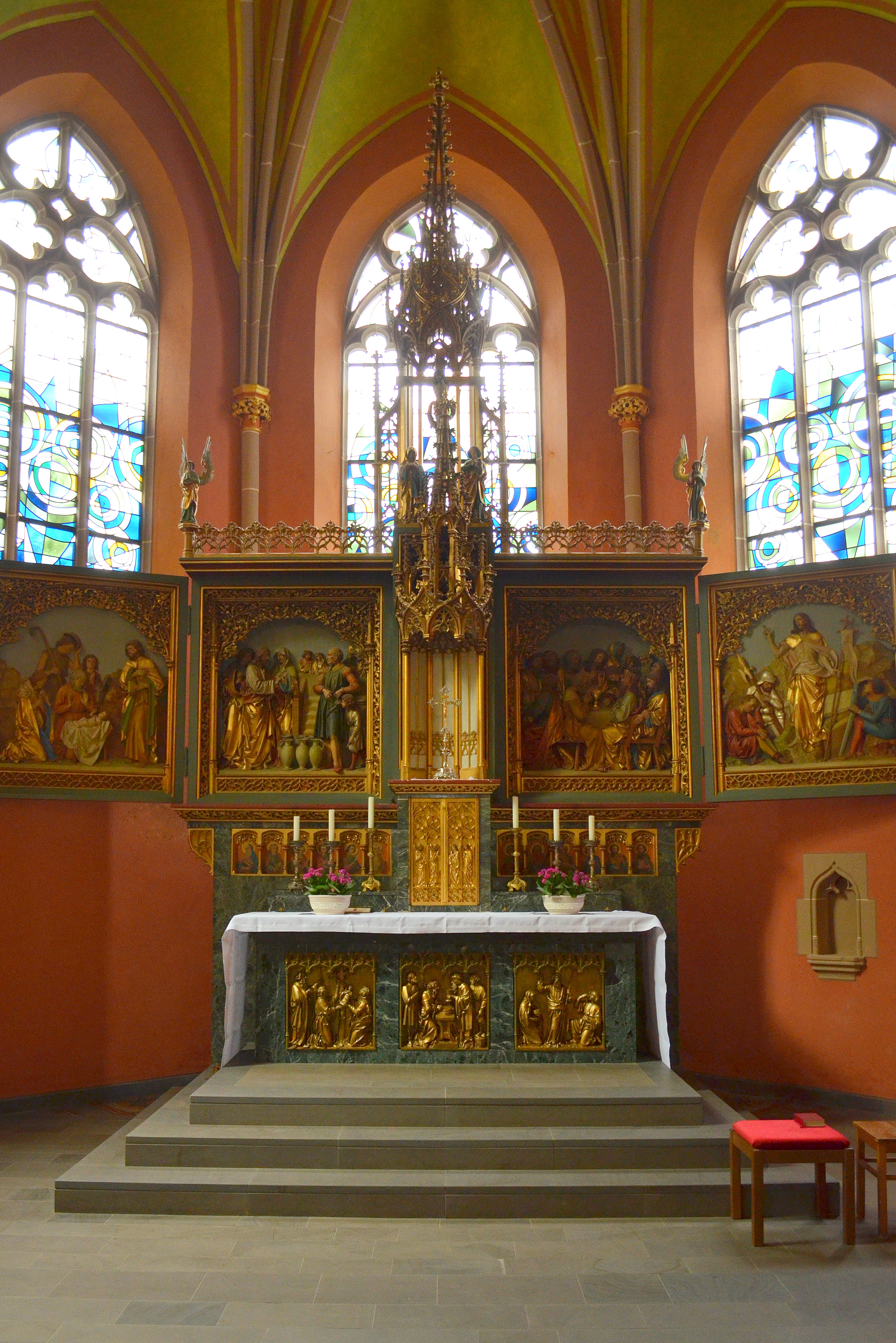
Hoogaltaar
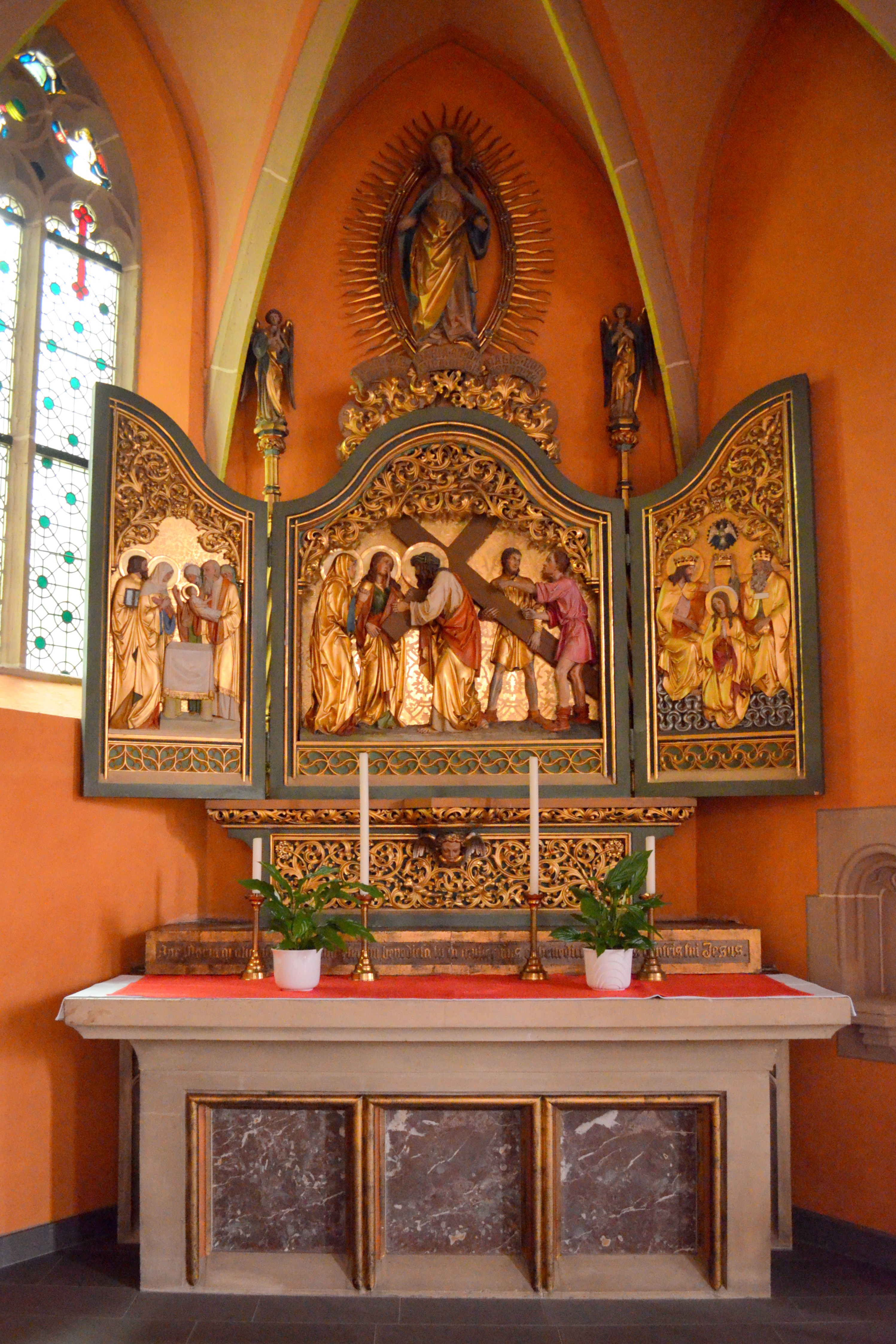
Zijaltaar
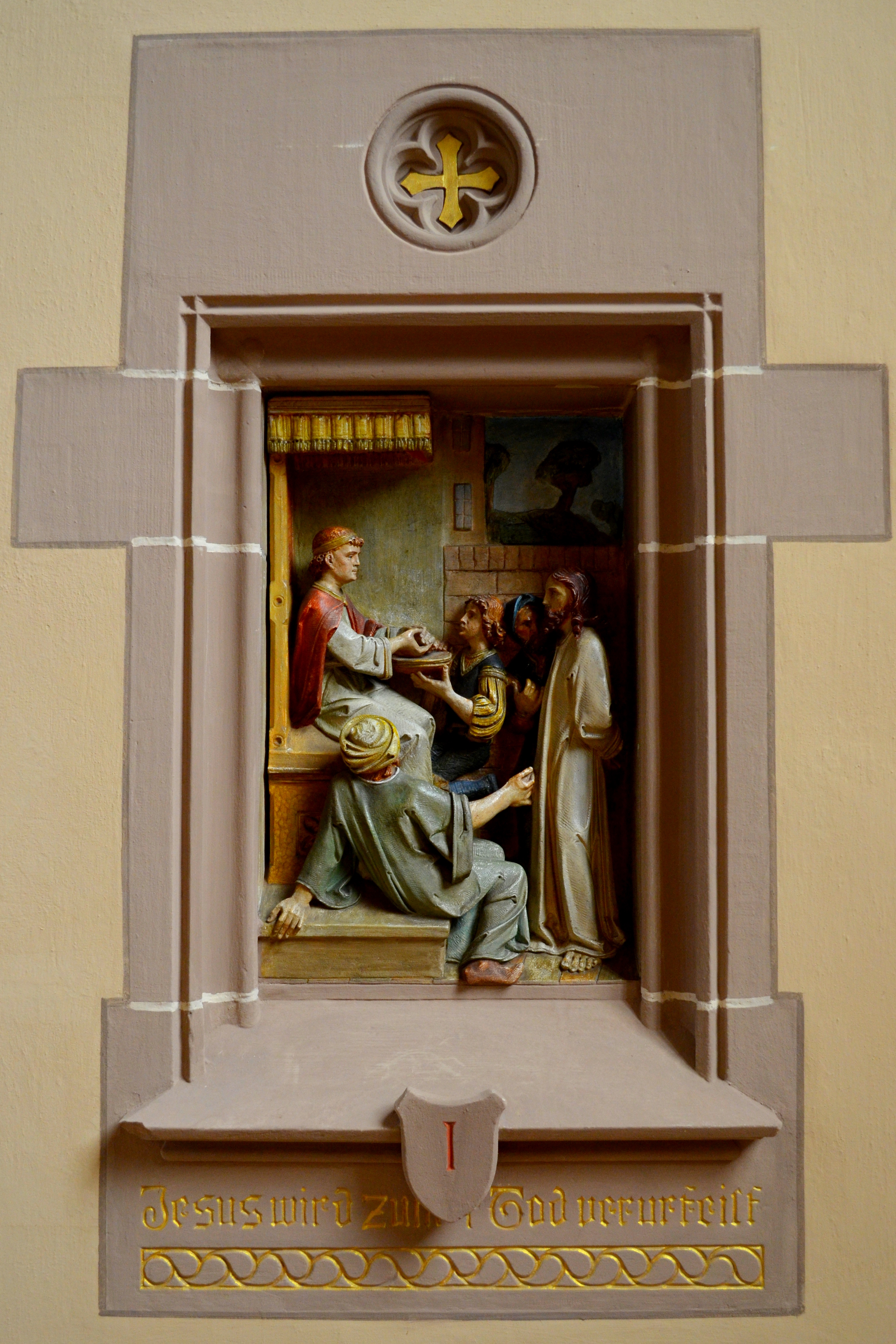
Kruiswegstatie: Jezus wordt ter dood veroordeeld
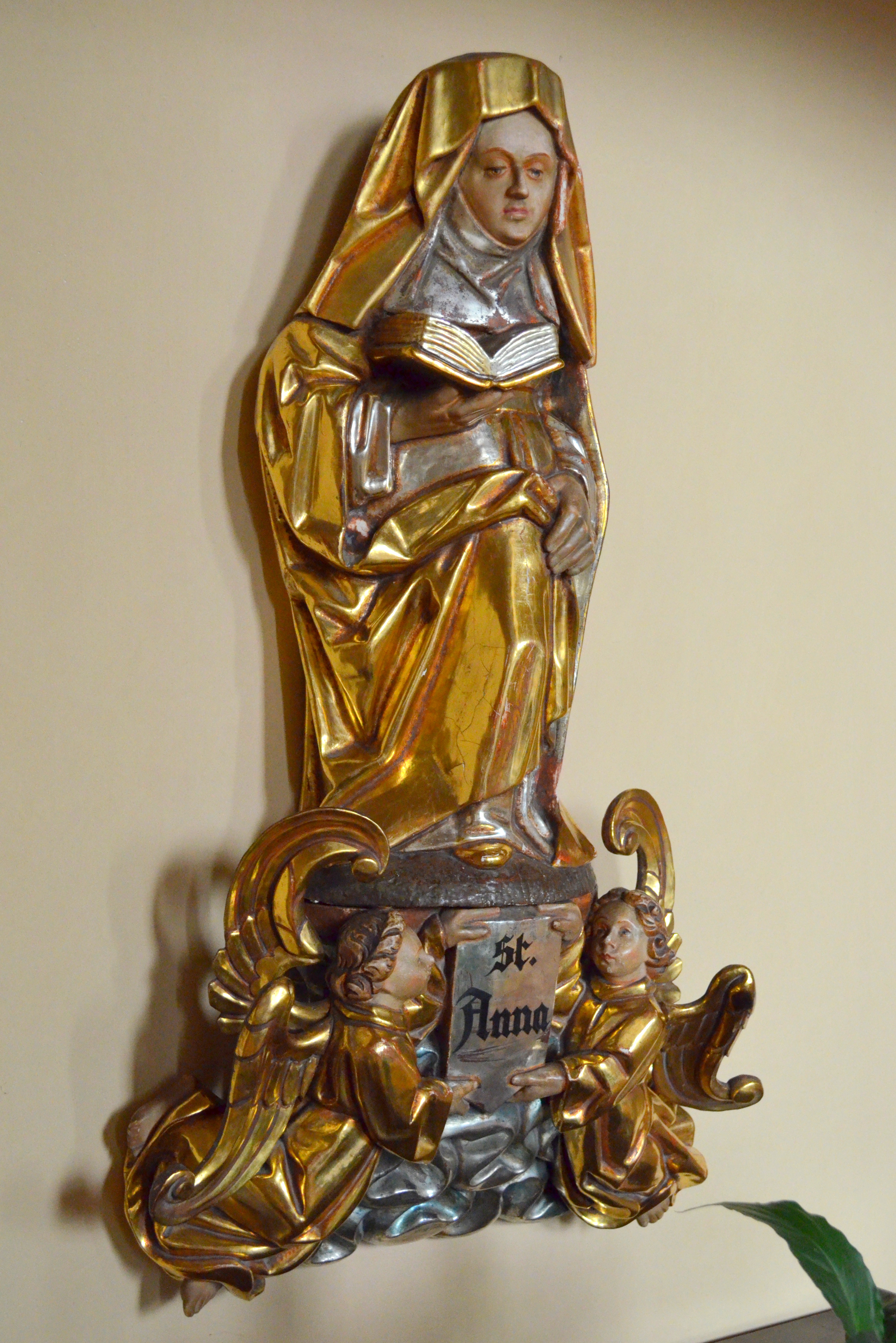
Beeld van de heilige Anna
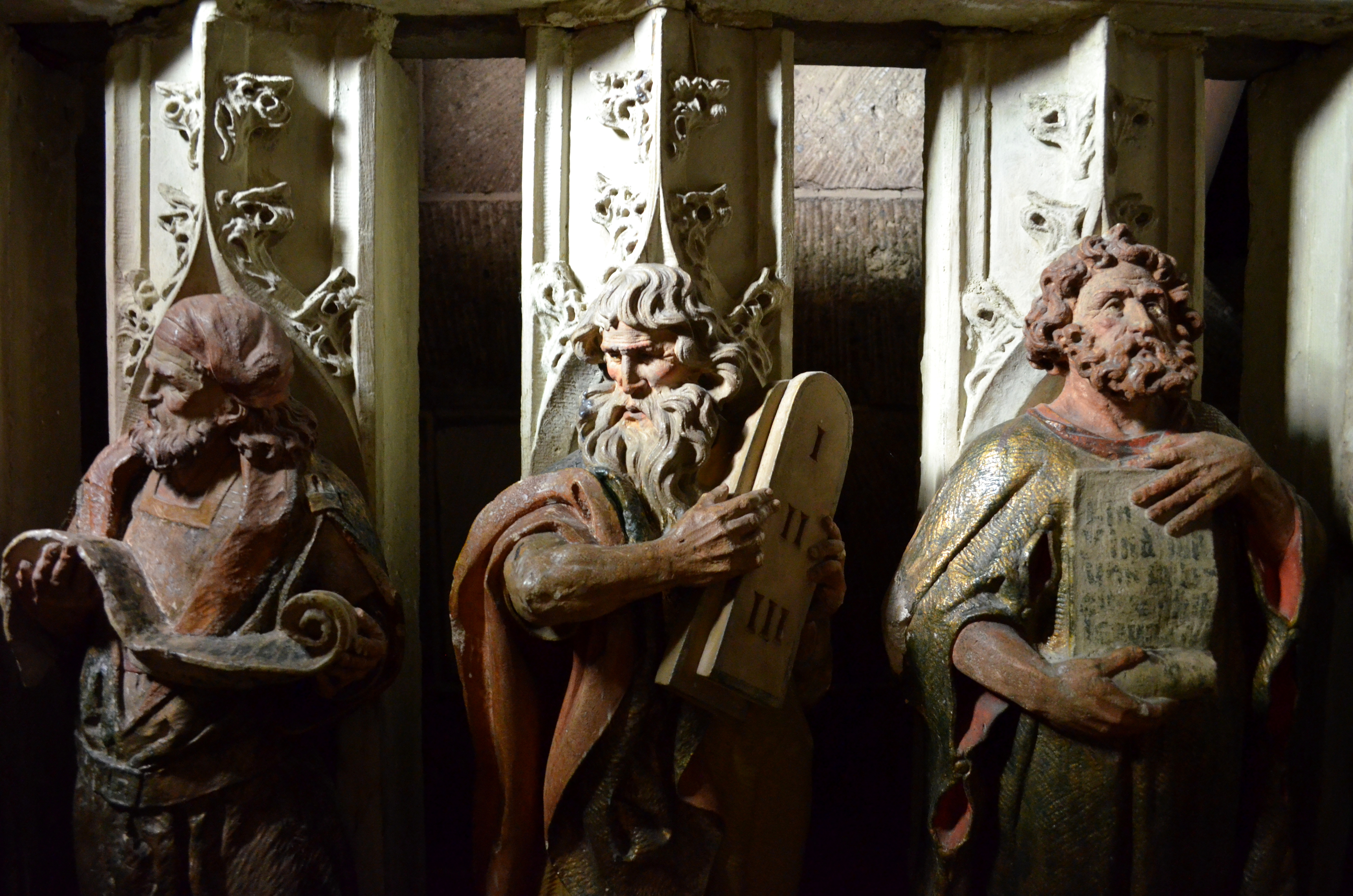
Profeten